# Edith Ayrton
Edith Ayrton o Edith Ayrton Zangwill (Japón, 1879-Edimburgo, 1945) fue una escritora y activista británica. Ayudó a formar la Liga Judía por el Sufragio Femenino.

## Biografía
Ayrton nació en 1875 en Japón hija del científico William Edward Ayrton y la médica Matilda Chaplin Ayrton. Su madre murió en 1883 y su padre se casó con la física Hertha Ayrton. Ayrton se crio en la fe judía. Se casó con Israel Zangwill ante el registro civil en 1903. Se conocieron como consecuencia de que su madrastra envió las primeras historias de Edith al escritor israelí, que ya había publicado obra de él, para sus comentarios. Tuvieron tres hijos: Ayrton Israel Zangwill en 1906, una hija Margaret en 1910 y Oliver Louis Zangwill en 1913. En 1904 escribió su primera novela, Barbarous Babe. Edith se quejaba de su mala salud y no sentía que pudiera ser una sufragista militante, pero ella y su madrastra se unieron a la Unión Social y Política de las Mujeres (WSPU por sus siglas en inglés). Edith le escribió a Maud Arncliffe Sennett para decirle que tenía la intención de apoyar generosamente a la WSPU. Su esposo habló públicamente en apoyo de la WSPU y fue abucheado por mujeres de mentalidad liberal por su apoyo a las tácticas militantes.
En 1912 ayudó a formar la Liga Judía por el Sufragio Femenino, que tenía tanto miembros masculinos como femeninos. La organización luchaba por los derechos políticos y religiosos de las mujeres. Se consideraba que algunas personas judías podrían estar más dispuestas a unirse a este grupo en lugar de un grupo de sufragio femenino no específico. Entre sus miembros estaban su esposo, Henrietta Franklin, Hugh Franklin, Lily Montagu, Inez Bensusan y Leonard Benjamin Franklin. Algunas partes más radicales de la organización fueron responsables de interrumpir los servicios de la sinagoga para dejar clara su posición en 1913 y 1914. El grupo fue etiquetado como "canallas con gorros" por la comunidad judía en general.

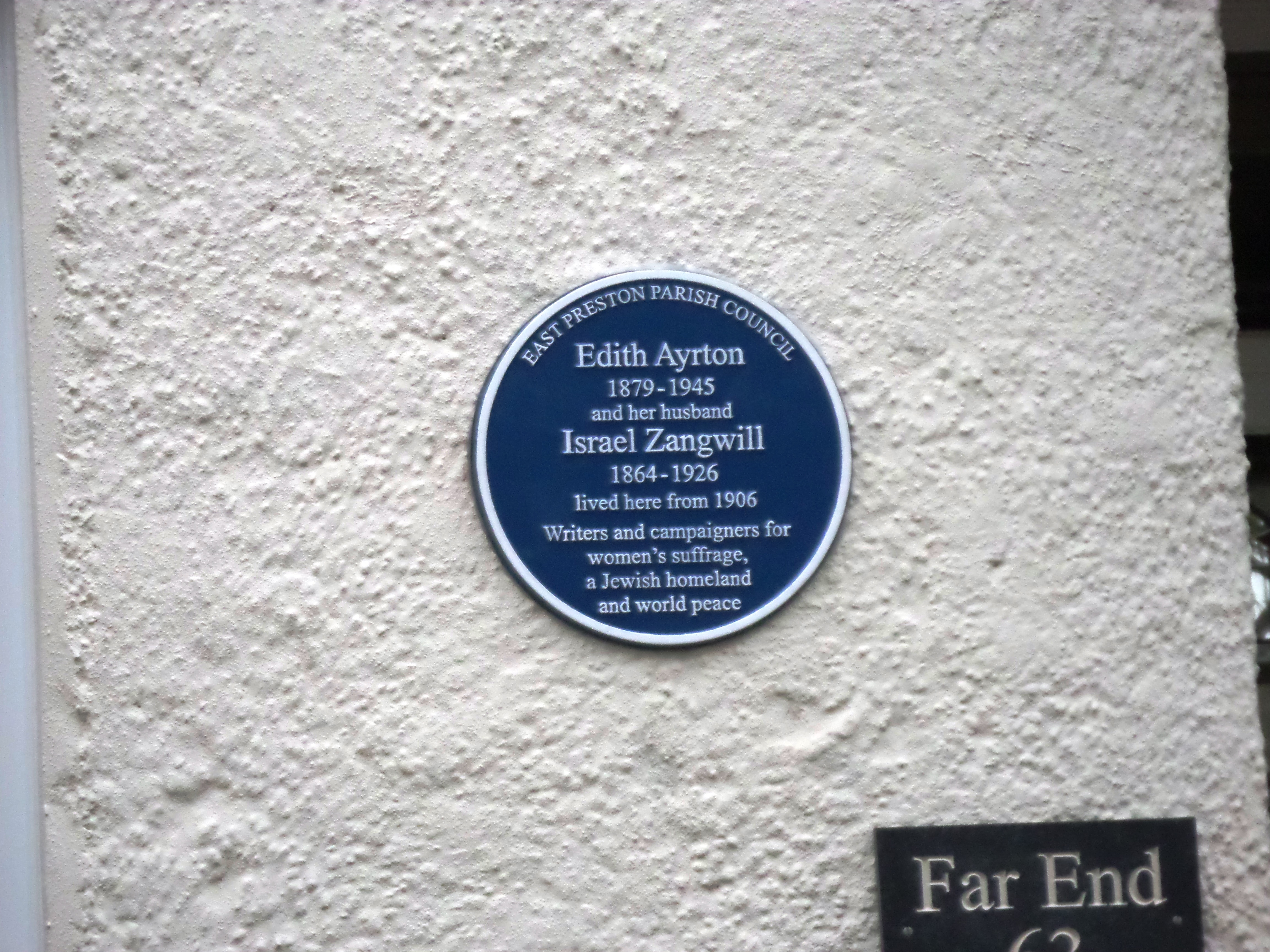
Placa azul en Far End, East Preston, West Sussex

Los partidarios del sufragio judío se unieron el 6 de febrero de 1914 con otras sufragistas desilusionadas para crear los United Suffragists. El nuevo grupo fue creado como reacción al extremismo de la WSPU que había iniciado una campaña de incendios provocados y la falta de éxito de la Unión Nacional de Sociedades de Sufragio Femenino. El nuevo grupo contaba con su madrastra, su esposo, Emmeline Pethick-Lawrence, Maud Arncliffe Sennett, Agnes Harben y su esposo y Louisa Garrett Anderson y acogió tanto a exmilitantes como a no militantes, hombres y mujeres. Una vez que se aprobó la Ley de Representación de los Pueblos de 1918 que permitía votar a (algunas) mujeres, los United Suffragists se disolvieron.
Ayrton vivió durante muchos años en East Preston, West Sussex, en una casa llamada Far End. Murió en Edimburgo en 1945.

## Obra
- Barbarous Babe (1904)
- The First Mrs Mollivar (1905)
- Teresa (1909)
- The Rise of a Star (1918)
- The Call (1924), which is similar to her stepmother's life
- The House (1928)
- The Story of the Disarmament Declaration (1932)[7]